# Abadía de Holyrood

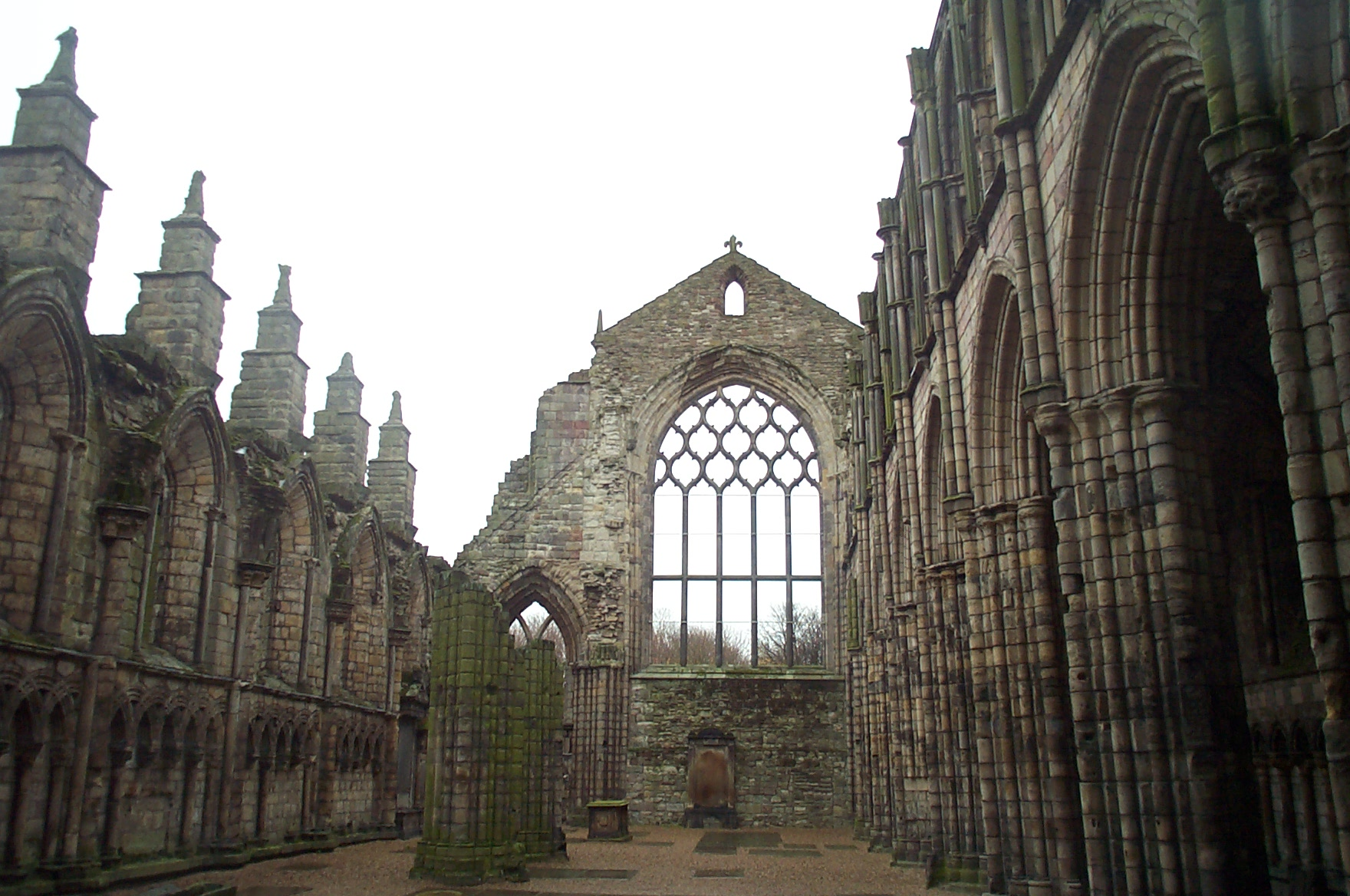
La ruina de la abadía se encuentra adyacente al Palacio de Holyrood.

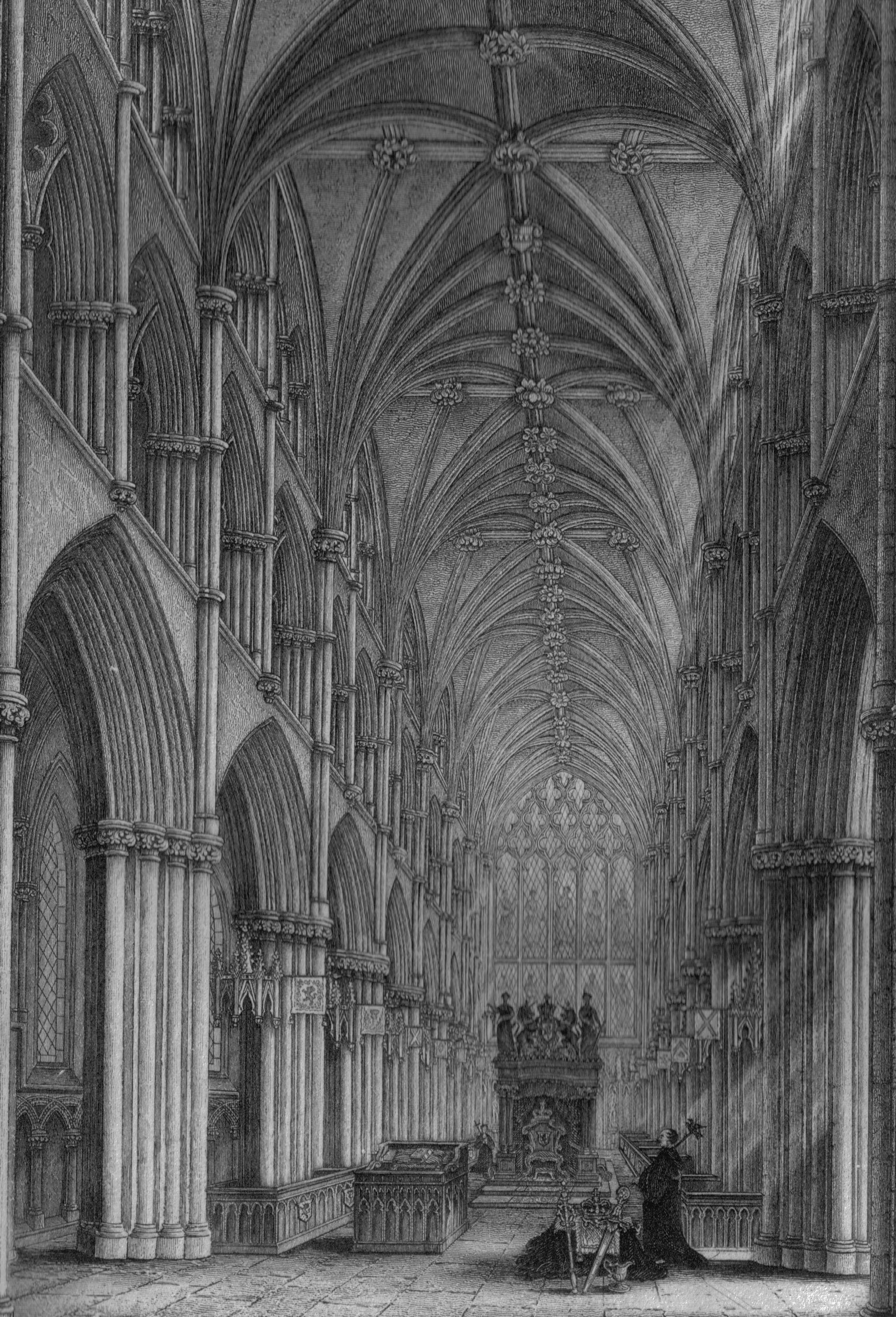
Dibujo de La Capilla Real en la Abadía de Holyrood, en el reinado de Jacobo VII de Escocia, por Roger Griffith en 1852.

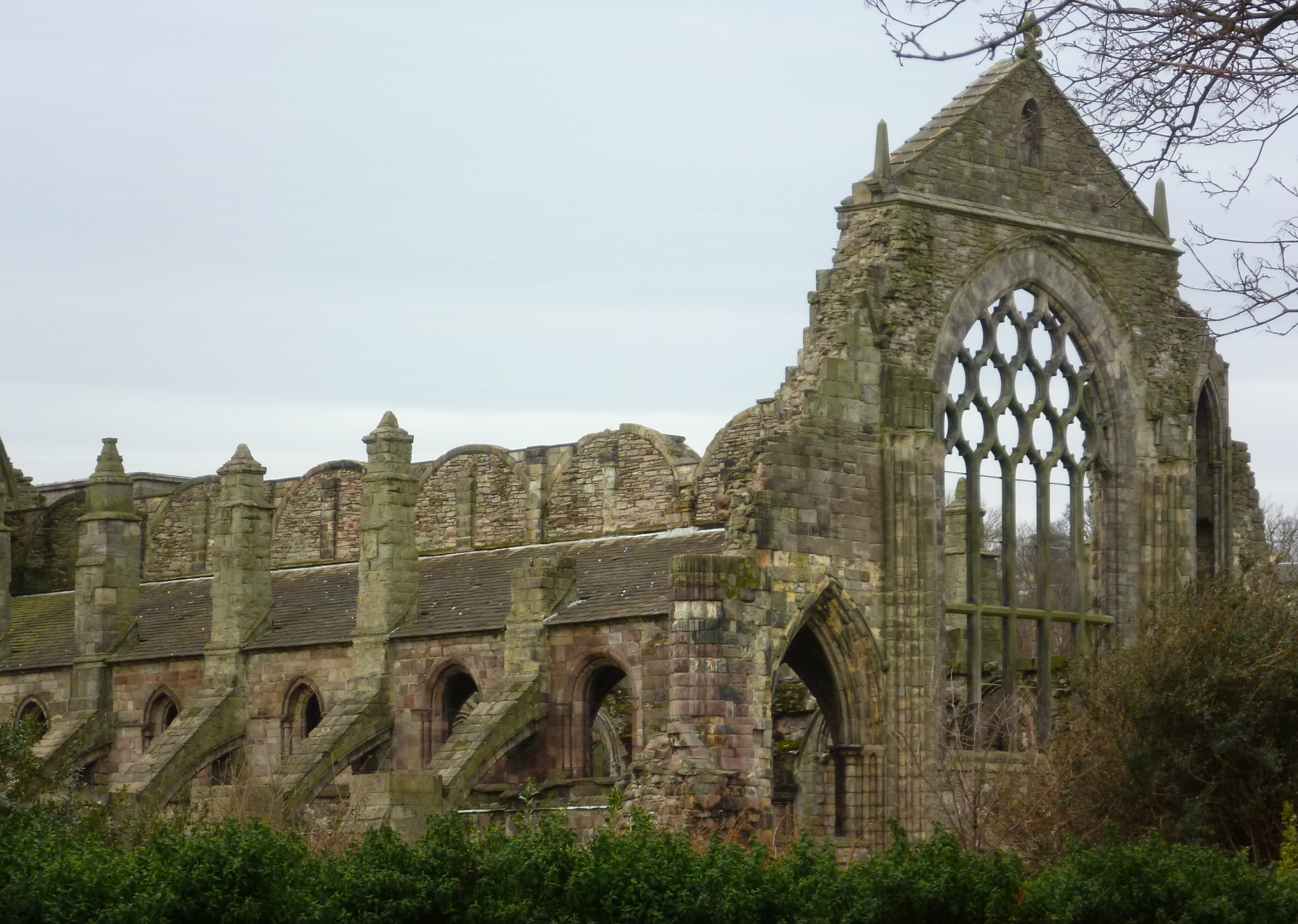
Las ruinas de la iglesia de la abadía.

La Abadía de Holyrood es una abadía agustina que se encuentra en ruinas en Edimburgo, Escocia. Esta abadía (que se localiza en los terrenos del Palacio de Holyrood al cual precedió) fue construida en 1128 por orden del rey David I de Escocia.

## Etimología del nombre

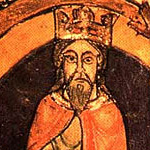
Mosaico de David I.

«Rood» es una palabra antigua para «cruz» (cross), que usualmente significa la cruz de la crucifixión de Jesucristo; por lo tanto, el nombre es equivalente a «Santa Cruz» (Holy Cross). Una leyenda relata que el rey David I tuvo dificultades cazando en los bosques y fue salvado por un ciervo con una cruz iluminada entre sus cuernos, al que le prometió construir una iglesia en ese lugar.

### La leyenda de fundación de la abadía
Según otra leyenda, en 1127, cuando el rey David I estaba cazando en los bosques cercanos a Edimburgo, se encontró de repente en peligro por la cornamenta de un ciervo. Dos hermanos, Johannes y Gregan, de la Baronía de Crawford en Strathclyde Alta, salvaron al rey. En agradecimiento, hizo caballeros a los hermanos y fundó la Abadía de Holyrood el año siguiente. De ese día en adelante, esa rama de la familia Crawford adoptaron la cresta de una cabeza de ciervo con una cruz de oro entre los cuernos para conmemorar la fundación de la abadía. Esta familia adoptó el lema Tutum Te Robore Reddam que significa «Nuestra fuerza te dará fuerza».

## Uso y ruina
Desde el siglo XV, la abadía de Holyrood ha sido el sitio de muchas coronaciones reales, ceremonial matrimoniales, y sepulturas de los monarcas y otras realezas tras su muerte; pero también sufrió numerosos ataques. Durante la guerra anglo-escocesa las tropas de Enrique VIII de Inglaterra comandadas por Edward Seymour saquearon la abadía en 1544, causando graves daños. El rey católico Jacobo II de Inglaterra estableció un colegio de jesuitas en Holyrood e hizo convertir a la abadía en mayo de 1688 en una capilla católica para la orden del Cardo, siendo la congregación protestante mudada al nuevo Canongate Kirk. Luego, en noviembre de 1688, cuando Guillermo III de Inglaterra llevó a cabo la «Revolución Gloriosa», el pueblo de Edimburgo ingresó a saquear la iglesia y la cripta real. En 1691, la Canongate Kirk remplazó a la abadía como iglesia parroquial local. El trabajo de restauración incluyó el techo de la abadía que fue reconstruido en 1758, pero el techo colapsó con un huracán en 1768, quedando hasta hoy en día en ruinas.
La restauración de la abadía se ha propuesto en varias ocasiones desde el siglo XVIII - en 1835 por el arquitecto James Gillespie Graham como un lugar de encuentro de la Asamblea General de la Iglesia de Escocia, y en 1906, como una capilla para los Caballeros de la Thistle - pero ambas propuestas fueron rechazadas.